# Tony Kenning
Tony "Reuben" Kenning es un baterista de origen británico, reconocido por haber hecho parte de la primera alineación de Def Leppard, de noviembre de 1977 a noviembre de 1978. Fue el propio Kenning quien sugirió que la banda cambiara su nombre de Deaf Leopard a Def Leppard. Fue reemplazado por Rick Allen.